# سفارة فرنسا في فنزويلا
سفارة فرنسا في فنزويلا هي أرفع تمثيل دبلوماسي لدولة فرنسا لدى فنزويلا. تقع السفارة في كاراكاس وهي تهدف لتعزيز المصالح الفرنسية في فنزويلا.

## وصلات خارجية
- الموقع الرسمي
- قائمة سفارات فرنسا
- قائمة السفارات في فنزويلا